# Pel·lícula perduda
Una pel·lícula perduda és un llargmetratge o curtmetratge del qual no es té coneixement que existeixi cap còpia en els arxius de qualsevol estudi, col·leccions privades o arxius públics, com ara la Biblioteca del Congrés. Les causes poden ser la destrucció accidental o voluntària, deteriorament del cel·luloide, extraviament del material, etc. Es tracta d'un dels tipus de Lost Media.
Cal almenys que una còpia de tots els films d'Amèrica siguen dipositats i catalogats a la Biblioteca del Congrés per raons de drets d'autor. Tot i que la llei de copyright dels Estats Units requereix que les còpies es dipositen en el moment del registre del dret d'autor, la Biblioteca del Congrés no tenia l'obligació de retenir aquestes còpies. "En virtut de les disposicions de la llei de 4 de març de 1909, s'atorga autoritat per a la devolució al reclamant dels drets d'autor d'aquests dipòsits de copyright que no estan obligats per la Biblioteca".

Del cinema mut americà s'han perdut més films que no pas n'han sobreviscut. Del cinema sonor fet entre 1927 i 1950, potser la meitat s'han perdut. 
"Ja és bastant dolent, per citar un càlcul comú, que el 90 per cent de totes les pel·lícules mudes americanes i el 50 per cent de les pel·lícules sonores americanes fetes abans de 1950 semblen haver desaparegut per sempre.
El nom "pel·lícula perduda" també es pot utilitzar en un sentit literal per als casos en què imatges d'escenes eliminades, metratge rebutjat, metratge sense editar i/o muntar, i versions alternatives de llargmetratges que s'han creat, però que ja no es poden trobar. De vegades se'n torna a descobrir una còpia d'una pel·lícula perduda. Una pel·lícula que no ha estat recuperada íntegrament s'anomena una pel·lícula parcialment perduda. Per exemple, la pel·lícula de 1922 Sherlock Holmes va ser finalment retrobada, però part del metratge encara roman perdut. Tanmateix també hi ha films que han perdut la banda sonora quan aquesta estava gravada en un suport addicional com ara discos Vitaphone o cintes magnètiques.